# Mats Egnell
Mats Egnell, född 1977 i Bollnäs i Hälsingland, är en svensk före detta innebandyspelare. 
Egnell spelade till en början i Haninge IBK men efter några dåliga säsonger där bytte han till konkurrenten Järfälla IBK. Där gjorde han över 100 poäng på tre säsonger  innan han sommaren 2006 lämnade "Spiders" för att åka till Dalarna och spela med IBF Falun. Där blev det dock ingen succé. I januari 2007 återfanns Egnell återigen i Järfällas startuppställning där han spelade tills våren 2007 då han blev AIK:are. Den 19 januari 2010 deklarerade Järfälla IBK att man återigen fått Mats signatur på ett kontrakt. Senare samma säsong åkte Järfälla dock ur Svenska Superligan och Mats valde då att avsluta sin elitkarriär.

## Klubbar
- 2001–2003 - Haninge IBK
- 2003–2006 - Järfälla IBK
- 2006–2007 - IBF Falun
- 2007 - Järfälla IBK
- 2007–2009 - AIK
- 2009–2010 Okänd
- 2010 - Järfälla IBK
- 2011–2012 Offensiv Lidingö